# Dynastia walentyniańska
Dynastia walentyniańska – dynastia panująca we wschodnim Cesarstwie Rzymskim w latach 364–378 i w zachodnim Cesarstwie Rzymskim w latach 364–392. Ich rządy we wschodniej części państwa zakończyły się śmiercią cesarza Walensa w 378 w bitwie pod Adrianopolem z Wizygotami. W zachodniej części cesarstwa po śmierci Walentyniana II (392) rządy objął mąż jego siostry Teodozjusz I Wielki.

## Cesarze rzymscy z dynastii walentyniańskiej
- Walentynian I 364–375 (na Zachodzie)
- Walens 364–378 (na Wschodzie)
- Gracjan 375–383 (współcesarz od 367 do na Zachodzie)
- Walentynian II 375–392 (na Zachodzie)